# 苏国萃
苏国萃（1945年—），汉族，中华人民共和国政治人物、第十一届全国政协委员。
担任交通运输部水运科学研究院副总工程师。2008年，当选第十一届全国政协委员，代表科学技术界，分入第三十组。